# Codex Atanicus
Pour plus de détails, voir Fiche technique et Distribution.
Le Codex Atanicus est une anthologie composée de trois courts-métrages écrits et dirigés entre 1995 et 1999 par Carlos Atanes compilés en 2008.

## Synopsis
Après la présentation d’Arantxa Peña (une des actrices habituelles sur les films d’Atanes) qui nous introduit dans l’univers atanico, prennent place les trois histoires suivantes :
- Metaminds & Metabodies (1995), un conte fou et très violent sur le rendez-vous entre un ivrogne dégoutant et un lascif succube dans le miroir d’une taverne qui nous rappelle à l’enfer.
- Morfing (1999), l’histoire sur le grotesque voyage d’Atanes par les infortunes du cinéma indépendant.
- Welcome to Spain, un sanglant et luxurieux cauchemar où le protagoniste lutte contre l’absurdité.

## Commentaire
Les trois courts-métrages inclus dans Codex Atanicus sont les plus remarquables d’une série de courts-métrages décalés et inclassables tournés par Carlos Atanes avant de faire ses deux longs-métrages, FAQ: Frequently Asked Questions et Próxima.
Ces premières réalisations sont un concentré de surréalisme, anti-conformisme, colère et concupiscence. Ils sont, en résumé, le résultat d’une excitante liberté créative qui montre l’étonnant talent visuel de l’auteur.
En dépit des festivals, la télévision et les distributeurs de contenus, les courts-métrages d’Atanes ont obtenu une reconnaissance certaine dans les cercles de l’underground espagnol et  ils ont aussi connu le rejet, quelques exhibitions ont fini en violentes disputes.
Les critiques ont reconnu que Codex deviendra un film de culte et ils ont comparé Atanes avec David Lynch, Luis Buñuel, David Cronenberg, John Waters, Fernando Arrabal ou  Kenneth Anger.

## Renseignements
- L’idée de boire un grand verre de lait pendant l’Introduction du Codex c’est un clin d’œil d’Arantxa Peña. Dans la presque totalité des films d’Atanes les actrices boivent grands verres de lait.
- La plupart de plans de Metaminds and Metabodies furent tournés à travers des miroirs et des miroirs reflétés sur d’autres miroirs.
- La séquence finale de Morfing est, probablement, la première scène d’éjaculation faciale qu’on ait tourné pour un film non-pornographique et est, aussi, le premier bukkake du cinéma espagnol.
- Les réalisateurs espagnols Jaume Balagueró et Nacho Cerdà, bien connus actuellement par ses films d'horreur, ont un petit rôle dans Morfing.
- Pendant le tournage de la scène de l’arc à Morfing, Carlos Atanes a failli tuer, de manière involontaire, l’opérateur de caméra avec une flèche. Atanes a lâché la gâchette de l’arc trop tôt, la flèche a frappé la caméra, a rebondi sur le mur et elle a heurté sur la mouche, heureusement l’opérateur a sauvé sa peau parce qu’il était en train de s’accroupir).
- Tous les acteurs qui ont joué la scène de l’escalier de Welcome to Spain se sont blessés pendant le tournage.

## Fiche technique
- Réalisation, scénario et production : Carlos Atanes
- Musique : Xavier Tort et Carlos Atanes
- Distribution : CreateSpace
- Durée : 81 minutes
- Pays :  Espagne
- Langues : espagnol - anglais

## Distribution
- Arantxa Peña
- Manuel Solàs
- Antonio Vladimir
- Carlos Atanes